# ドアドア
- ドアドア
- ドア・ドア

『ドアドア』 (Door Door) は、1983年にエニックスから発売されたコンピュータゲーム。

## 概要
ゲームクリエイター中村光一の出世作で、エニックス主催「第1回ゲーム・ホビープログラムコンテスト」で準優勝し、賞金50万円の優秀プログラム賞を受賞している。
1983年にパソコン用ゲームとしてリリースされた後、1985年7月18日にエニックスのファミリーコンピュータ参入第1弾タイトルとして発売され、20万本のセールスを記録した。2004年にチュンソフトがiアプリ版をリリースしている。
パソコン版においては、オリジナルの『ドアドア』発売後の1985年2月に、敵キャラクターに「オタピョン」（後述）や、主人公の仕草を追加した『ドアドアmkII』が発売された。中村が1984年に起業したチュンソフトの第1号のタイトルがこのPC-6001/mk2の『ドアドアmkII』であった。ファミリーコンピュータ版は『ドアドアmkII』がベースとなっている。

## ゲーム内容

### ドアドア
オリジナルはPC-8801版。5層のフロアで構成されるステージで、主人公のチュン君を操作しながらモンスターを誘導しドアの中に閉じ込める。全てのモンスターをドアの中に閉じ込めるとクリア。面数は全20面。
モンスターは通り種類によって移動のパターンが異なっており、フロア間をつなぐ昇降手段もチュン君・モンスターの両方が使える階段、チュン君だけ使える梯子、モンスターだけ使える網のほか、チュン君だけが降りることができる滑り台と多彩である。一定の手順でなければクリアできないというパズル要素は最初の方のステージではないが、ドアは取っ手のある側からしか開けないため、取っ手の付き方によってはモンスターを誘導する道順を考えなければならなかったり、ドアよりも敵の数が多くまとめて閉じ込めることが前提となっているステージがあったりと、ステージが進むにつれてクリアには緻密な手順を求められる。ドアは半ドアにして敵が出てくるタイミングをずらすことが可能で、これを駆使することで敵を一網打尽にすることができ、次の面で登場するボーナスアイテムも得点が高いものが出現するので得点を稼げるが、高得点を目指そうとなると一段とパズル要素が高くなる。奇数×10000点ごとにプレイヤーの残機が増え、最大9人まで増やすことができる。コンティニューが存在しないため、ステージを進めていくには高得点確保は必須となる。

### ドアドアmkII
『ドアドアmkII』はオリジナルがPC-6001mkII版である。『ドアドア』とは異なり、チュン君を操作しなくても常に音楽がBGMとして流れている。画面数は、PC-8801版、PC-6001mkII版が100面・PC-6001版が40面、ファミコン版はタイトルが『ドアドア』となっているが『ドアドアmkII』がベースとなっており画面数は50ステージ。MSX版『ドアドア』も同じく『ドアドアmkII』をベースとしている。
PC-6001mkII版とPC-6001版はそれぞれ別プログラムだが、同一テープに収録されている。A面にPC-6001mkII版、B面にPC-6001版。PC-6001mkII版では、プログラムをカセットテープから2段階（ローダー、メインプログラム）に分けて読み込むが、ローダー起動時に、プログラム読込み開始と同時に、時間待ちのためにCG表示とBGM演奏を始める。当時としては、『ちゃっくんぽっぷ』等でも同様の技術が組み込まれていたが、CG表示させるものは他にない。BGMもエンドレスの曲がほとんどの中、『ドアドア (mkII)』だけがBGMを2曲演奏している。2曲目演奏終了後に若干の無演奏時間がある。
この凝りに凝ったPC-6001/mkII版は、開発コストを回収できずに赤字になった。

### 共通の習性
- 各ステージで最後の一匹になると、スピードが格段に速くなり、チュン君が普通に歩いていると捕まってしまう。
- 横移動時に同じ段にて昇りの階段があった場合、チュン君がジャンプすると、敵はチュン君が上に行ったと勘違いして登ってしまう。ただし、オタピョンはジャンプをするので、このテクニックは使えない。
- ステージの左右の端に矢印がある場合、そこに進むと画面の反対側にワープするが、ジャンプをしながらのワープはできない。これを使って、追ってくるオタピョンを跳ね返すことができる。

### その他の要素
- ドアは一度に最高6匹まで入れることができる。最後に閉じ込めた敵の数によって次のステージのボーナスアイテムも変わる。ただし、一度ボーナスアイテムが出た場所は、次から定期的に爆弾が登場し、チュン君が触れると爆発して死んでしまう（敵は触れても平気）。
- ボーナスアイテムは菓子となっており、それぞれ飴玉、ロリポップ、アイスキャンデー、ケーキ、アイスクリーム、そして麻雀牌の中がある。
- PC-8001mkII版はPC-8001mkIISRにおいては動作しない。
- PC-6001mkII版は5の倍数の面だけBGMが通常の曲からアレンジバージョンに変わる。PC-6001mkII版をベースに開発したFC版も同様である。

- 5面 リンダドアドア
- 10面 テクノドアドア
- 15面 おさるドアドア
- 20面 沖縄ドアドア
- 25面 おもちゃドアドア

- 30面 ポッポドアドア
- 35面 ウエスタンドアドア
- 40面 こもりドアドア
- 45面 中国ドアドア
- 50面 演歌ドアドア

## 登場キャラクター
() 内はコードネーム。
チュン君【CHUN】(YOU ARE)
主人公。作者である中村の「中」から取られている。ボーナスアイテムの「中」の牌もそこから来ている。
ナメゴン【NAMEGON】(KYORO KYORO)
ナメクジ状のモンスター。ひたすらチュン君を追いかけるように移動する。
インベ君【INVEKUN】(BIYO BIYO)
クラゲ状のモンスター。横移動時にチュン君との間に階段があると、必ず昇る癖がある。
アメちゃん【AMECHAN】(GUCHA GUCHA)
ゼリー状のモンスター。横移動時にチュン君との間に階段があると、必ず降りる癖がある。
オタピョン【OTAPYON】(PYON PYON)
ドアドアmkIIとファミリーコンピュータ版・iアプリ版のドアドアに登場するオタマジャクシ状のモンスター。チュン君の最大のライバルで、チュン君がジャンプするのに合わせてジャンプするので、飛び越せない。ただし、向かってくるオタピョンを飛び越さなければならないステージもある。

## 移植版
| No. | タイトル     | 発売日        | 対応機種                                            | 開発元       | 発売元       | メディア | 型式   | 売上本数 | 備考 |
| --- | ------------ | ------------- | --------------------------------------------------- | ------------ | ------------ | --- | ------ | -------- | ---- |
| 1   | ドアドア     | 1983年5月     | FM-7 MZ-2000 X1 パソピア7 PC-8001mkII MB-S1 PC-9801 | 中村光一     | エニックス   | FM-7:3.5インチフロッピーディスク カセットテープ MZ-2000:カセットテープ X1:カセットテープ パソピア:カセットテープ PC-80:カセットテープ PC-9801:5インチフロッピーディスク | -      | -        |      |
| 2   | ドアドアmkII | 1985年2月     | PC-6001mkII                                         | チュンソフト | エニックス   | カセットテープ | -      | -        |      |
| 3   | ドアドアmkII | 1985年        | MSX MZ-1500 PC-8801 FM-7                            | チュンソフト | エニックス   | MSX:ロムカセット MZ-15:クイックディスク PC-88:5インチフロッピーディスク カセットテープ FM-7:3.5インチフロッピーディスク カセットテープ                                  | -      | -        |      |
| 4   | ドアドア     | 1985年7月18日 | ファミリーコンピュータ                              | チュンソフト | エニックス   | 512キロビットロムカセット | EFC-DR | 約20万本 |      |
| 5   | ドアドア     | 2004年3月1日  | FOMA505i、900iシリーズ （iアプリ）                  | チュンソフト | チュンソフト | ダウンロード （iチュンソフト） | -      | -        |      |

## 開発
パソコン雑誌『I/O』へのアーケードゲームの移植作品の投稿で名を馳せていた高校3年の中村光一がアーケードゲーム『ディグダグ』（1982年）を移植してエニックスのコンテストに応募しようとしたが、クローンゲームは断られたため、敵キャラクターを集めて一度にやっつけるという『ディグダグ』の快感を再現しようとゲームデザインした。キャラクターのデザインは同級生の友人が担当した。プレイヤーキャラクターを操作している間だけ音楽が流れるという仕様も『ディグダグ』と同じである。授業中に教室のドアの開け閉めでドアドアのアイデアを思いついたという。
他機種版もほとんどを中村自身が移植作業を行った。パソコン版の『ドアドア』の累計販売本数は8万本で、大学生だった中村の年収は1,000万円を超えたという。

## スタッフ
MSX版
- プログラム：行徳豊

## 評価
ファミリーコンピュータ版
ゲーム誌『ファミリーコンピュータMagazine』の1991年5月10日号特別付録「ファミコンロムカセット オールカタログ」では、「キャラクタが、とてもかわいい。全部で50面あり、なかなかむずかしい」と紹介されている。

## 関連作品
- 428 〜封鎖された渋谷で〜（2008年）
Wii版に作中のキャラクターをフィーチャーした『ドアドア』が隠しコンテンツとして登場する。残機は無制限で各ステージ5分間のスコアアタックとなっている。